# Cloud Manufacturing
Cloud Manufacturing, auch Cloud-Fertigung, ist eine Form der Industrieproduktion von Investitionsgütern, entwickelt aus klassischen und fortgeschrittenen Fertigungsmethoden, wie z. B. der Fremdfertigung und ASP, in Kombination und mit Unterstützung betrieblicher Informationssysteme, Cloud Computing, Internet of Things (IoT), virtualisierungs- und serviceorientierten Technologien sowie fortschrittlichen Computertechnologien.
Cloud Manufacturing basiert auf einem vernetzten System (Manufacturing Cloud) und verknüpft Produktionsfaktoren, Produktionskapazitäten sowie Produktionstechniken und wandelt diese in ein konzentriertes Angebot von Fertigungsdienstleistungen um, die auf intelligente und einheitliche Weise verwaltet und betrieben werden können, um eine vollständige Auslastung sowie eine einfache gemeinschaftliche Nutzung zu ermöglichen. Es bietet sichere, zuverlässige, qualitativ hochwertige, kostengünstige und bedarfsgerechte Fertigungsdienstleistungen für den gesamten Lebenszyklus der Fertigung. Das Ziel ist die intelligente Verwaltung und bedarfsgerechte Nutzung der Fertigungsdienstleistungen sowie die Bereitstellung von Lösungen für alle Personen und Unternehmen, die am Lebenszyklus der Fertigung beteiligt sind.
Das Konzept der Cloud-Fertigung wurde ursprünglich 2009 von der Forschungsgruppe um Prof. Bo Hu Li und Prof. Lin Zhang in China vorgeschlagen. Im Folgenden wurden diesbezügliche Diskussionen und Forschungen durchgeführt und einige ähnliche Definitionen (z. B. Cloud-basiertes Design und Fertigung engl. CBDM) zur Cloud-Fertigung eingeführt.
In der Manufacturing Cloud können verschiedene Produktionsfaktoren, Produktionskapazitäten und Produktionstechniken intelligent erfasst, mit dem Internet verbunden sowie mithilfe von IoT-Technologien (z. B. RFID, drahtgebundenes und drahtloses Sensornetzwerk) automatisch verwaltet und gesteuert werden. Anschließend werden diese Informationen virtualisiert und in verschiedene Cloud-Manufacturing-Dienste gekapselt, auf die mithilfe von Virtualisierungstechnologien, serviceorientierten Technologien und Cloud-Computing-Technologien zugegriffen werden kann, um die bereitgestellten Informationen und Dienste abzurufen.

## Typen
Cloud Manufacturing kann in zwei Kategorien unterteilt werden:
- Die erste Kategorie betrifft die Bereitstellung von Fertigungssoftware in der Cloud, also einer „Fertigungsversion“ von Computing. CAx-Software kann als Service in der Manufacturing Cloud (MCloud) bereitgestellt werden.
- Die zweite Kategorie hat einen breiteren Umfang und umfasst die Produktions-, Management-, Design- und Engineering-Fähigkeiten in einem Fertigungsunternehmen. Im Gegensatz zu Computern und Datenspeichern umfasst die Fertigung physische Geräte, Monitore, Materialien usw. Bei dieser Art von Cloud-Manufacturing-System werden sowohl materielle als auch ideelle Einrichtungen in der Manufacturing Cloud implementiert, um die gesamte Lieferkette zu unterstützen. Kostspielige Ressourcen werden im Netzwerk gemeinsam genutzt. Dies bedeutet, dass die Auslastung selten genutzter Geräte steigt und die Kosten für teure Geräte sinken. Nach dem Konzept der Cloud-Technologie wird es keine direkte Interaktion zwischen Cloud-Nutzern und Service-Providern geben. Die Cloud-Benutzer sollten die Infrastruktur und Fertigungsanwendungen weder verwalten noch kontrollieren, tatsächlich kann ersteres als Teil des letzteren angesehen werden.[4]

Vier Arten von Cloud-Bereitstellungsmodellen (öffentliche, private, Community- und Hybrid-Clouds) sind als Single Point of Access allgegenwärtig.
- Private Cloud bezieht sich auf einen zentralisierten Verwaltungsaufwand, bei dem Fertigungsdienstleistungen innerhalb eines Unternehmens oder seiner Tochtergesellschaften geteilt werden. Unternehmenskritische Anwendungen und Kerngeschäftsanwendungen werden häufig in einer privaten Cloud gespeichert.
- Community Cloud ist eine gemeinsame Anstrengung, bei der Fertigungsdienste von mehreren Organisationen einer bestimmten Community mit gemeinsamen Anliegen gemeinsam genutzt werden.
- Public Cloud realisiert das Schlüsselkonzept der gemeinsamen Nutzung von Diensten in der Öffentlichkeit in einer mandantenfähigen Umgebung.
- Hybrid Cloud ist eine Zusammensetzung aus zwei oder mehr Clouds (privat, gemeinschaftlich oder öffentlich), die unterschiedliche Einheiten bleiben, aber auch miteinander verbunden sind und Vorteile mehrerer Bereitstellungsmodi bieten.

## Ressourcen
Aus Sicht der Ressourcen erfordert jede Art von Fertigungskapazität die Unterstützung durch die entsprechenden Fertigungsressourcen. Für jede Art von Fertigung gibt es die zugehörige Fertigungsressource in zwei Formen, weiche Ressourcen und harte Ressourcen.

### Weiche Ressourcen
- Software: Softwareanwendungen während des gesamten Produktlebenszyklus, einschließlich Design, Analyse, Simulation, Prozessplanung.
- Wissen: Erfahrung und Know-how zur Ausführung einer Produktionsaufgabe, wie z. B. Engineering-Wissen, Produktmodelle, Normen, Bewertungsverfahren und Ergebnisse, Kundenfeedback und Fertigung in der Cloud, bieten den Führungskräften in der Fertigung ebenso viele Lösungen wie Fragen bei der Suche nach der bestmöglichen Entscheidung.
- Fähigkeit: Kenntnisse in der Ausführung einer bestimmten Fertigungsaufgabe.
- Personal: Personal, das am Herstellungsprozess beteiligt ist, wie z. B. Designer, Maschinenbediener, Manager, Techniker, Projektteams, Kundendienst usw.
- Erfahrung: Leistung, Qualität, Kundenbewertung usw.
- Geschäftsnetzwerk: Geschäftsbeziehungen und Kontakte, die in einem Unternehmen existieren.[15]

### Harte Ressourcen
- Fertigungsausrüstung: Einrichtungen, die für die Ausführung einer Fertigungsaufgabe benötigt werden, z. B. Werkzeugmaschinen, Fräser, Prüf- und Überwachungsgeräte und andere Fertigungswerkzeuge.
- Überwachungs-/Steuerungsressourcen: Geräte, die verwendet werden, um andere Fertigungsressourcen zu identifizieren und zu steuern, z. B. RFID (Radio-Frequency IDentification), WSN (Wireless Sensor Network), virtuelle Manager und Fernbedienungen.
- Computer-Ressourcen: Computergeräte zur Unterstützung des Produktionsprozesses, z. B. Server, Computer, Speichermedien, Steuergeräte usw.
- Materialien: Inputs und Outputs in einem Produktionssystem, z. B. Rohmaterial, ein in Arbeit befindliches Produkt, Fertigprodukt, Strom, Wasser, Schmierstoffe usw.
- Lagerung: automatisierte Regalbediengeräte, logische Steuerungen, Standort von Lagerhäusern, Volumenkapazität und Planungs-/Optimierungsmethoden.
- Transport: Transport von Produktions-Inputs/Outputs von einem Ort zum anderen. Es umfasst die Verkehrsträger, z. B. Luft, Schiene, Straße, Wasser, Kabel, Pipeline und Raum sowie der damit verbundene Preis und die benötigte Zeit.[15]